# Apolemichthys trimaculatus
Apolemichthys trimaculatus là một loài cá biển thuộc chi Apolemichthys trong họ Cá bướm gai. Loài này được mô tả lần đầu tiên vào năm 1831.

## Từ nguyên
Từ định danh trimaculatus được ghép bởi hai từ trong tiếng Latinh: tri ("ba") và maculatus ("có đốm"), hàm ý đề cập đến đốm đen trên trán và một đốm màu sẫm ở mỗi bên nắp mang của cá thể trưởng thành.

## Phạm vi phân bố và môi trường sống
A. trimaculatus có phạm vi phân bố rộng khắp Ấn Độ Dương - Thái Bình Dương. Loài này được ghi nhận dọc theo bờ biển Đông Phi trải dài đến Nam Phi, bao gồm Madagascar và các đảo quốc trong Ấn Độ Dương, cũng như bờ biển phía nam Ấn Độ và Tây Úc; từ quần đảo Mergui trải rộng khắp các vùng biển Đông Nam Á và nhiều quần đảo, đảo quốc thuộc châu Đại Dương (xa nhất là đến quần đảo Samoa); ngược lên phía bắc đến vùng biển phía nam Nhật Bản (bao gồm quần đảo Ogasawara và quần đảo Ryukyu); về phía nam giới hạn đến vùng biển phía đông bắc Úc và Nouvelle-Calédonie.
A. trimaculatus sống gần các rạn san hô và mỏm đá ngầm ở mặt trước rạn và trong đầm phá ở độ sâu khoảng từ 10 đến 80 m.

## Mô tả
A. trimaculatus có chiều dài cơ thể tối đa được ghi nhận là 26 cm. Cơ thể cá trưởng thành có hình bầu dục, màu vàng tươi khắp đầu, thân và các vây, ngoại trừ vây hậu môn có một dải đen ở rìa và một dải trắng nằm bên trên. Một đốm đen ở trên trán và một đốm tròn màu vàng sẫm ở trên nắp mang. Môi có màu xanh lam nổi bật. Cá con có màu vàng trên toàn bộ cơ thể (cả vây hậu môn), có thêm một dải đen băng qua mắt và một đốm đen lớn ở thân sau.
Số gai ở vây lưng: 14; Số tia vây ở vây lưng: 16–18; Số gai ở vây hậu môn: 3; Số tia vây ở vây hậu môn: 17–19; Số tia vây ở vây ngực: 17–19; Số gai ở vây bụng: 1; Số tia vây ở vây bụng: 5.

## Sinh thái

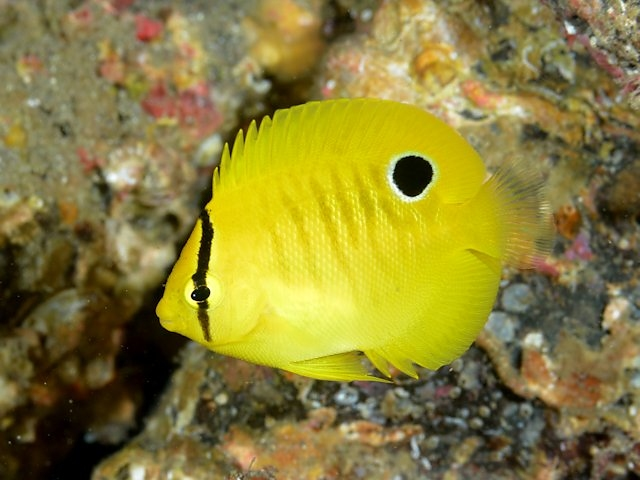
Cá con

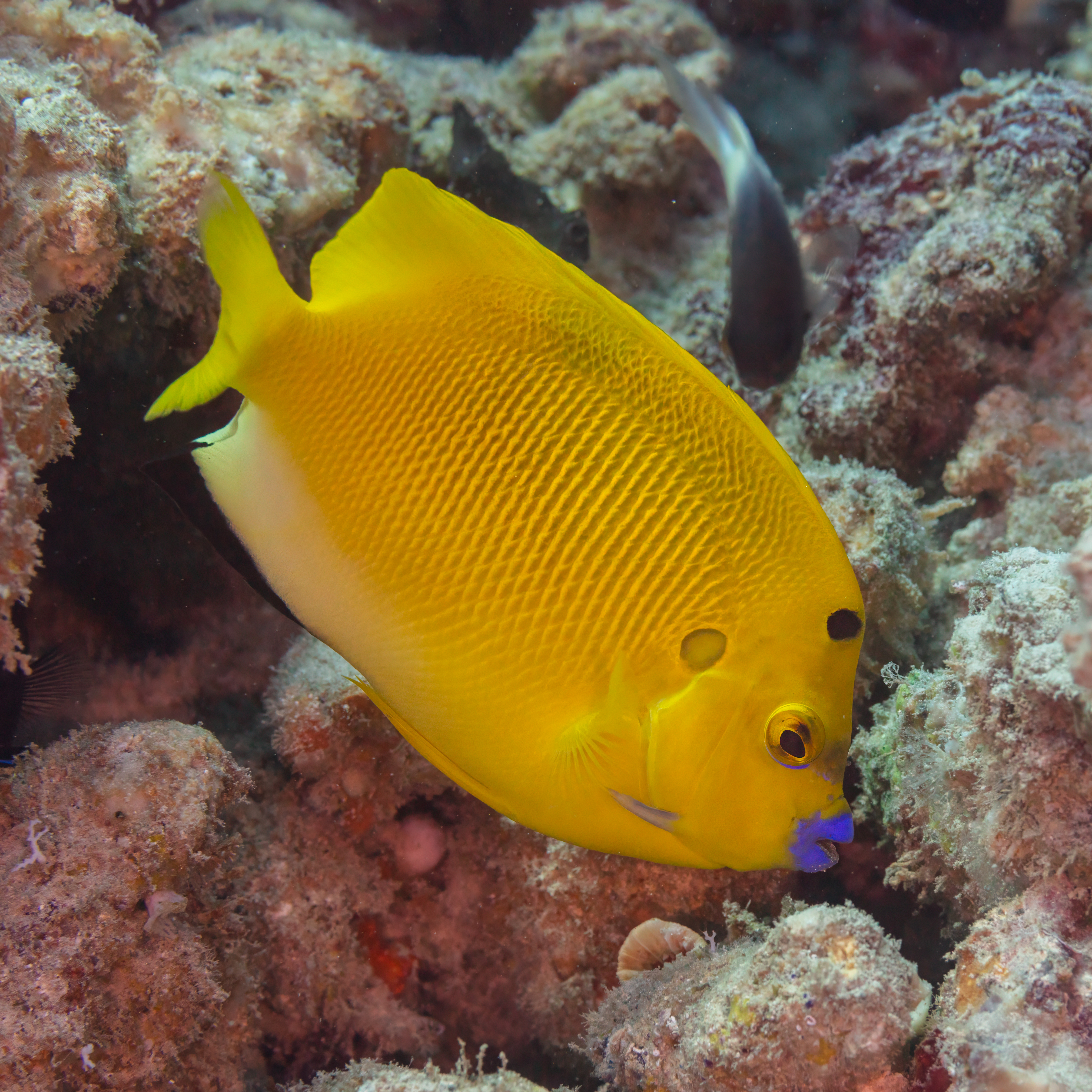
Apolemichthys trimaculatus ở Zanzibar (Tanzania)

Thức ăn của A. trimaculatus là hải miên và những loài thuộc phân ngành Sống đuôi. A. trimaculatus thường sống đơn độc hoặc bơi theo cặp, đôi khi hợp thành những nhóm nhỏ.
A. trimaculatus được ghi nhận là đã tạo ra những cá thể lai với những loài Apolemichthys có cùng phạm vi phân bố với chúng:
- A. trimaculatus × Apolemichthys xanthopunctatus: tại Kiribati.
- A. trimaculatus × Apolemichthys kingi: bãi cạn Aliwal (ngoài khơi Nam Phi).
- A. trimaculatus × Apolemichthys xanthurus: Maldives và Seychelles. Những cá thể lai giữa hai loài này từng được công nhận là một loài hợp lệ với danh pháp là A. armitagei[7].

A. trimaculatus được đánh bắt khá phổ biến trong ngành thương mại cá cảnh.